# Клименков, Иван Степанович
Иван Степанович Клименков (1836—1880) — русский учёный-медик, преподаватель Московского университета. Статский советник.

## Биография
Родился 15 (27) мая 1838 года. Энциклопедический словарь Брокгауза и Ефрона утверждает, что его отцом был Степан Иванович Клименков, но в Московском некрополе указано, что вместе с С. И. Клименковым был похоронен на Ваганьковском кладбище Иван Степанович Клименков, умерший 8 января 1882 года.
В 1859 году окончил медицинский факультет Московского университета со степенью лекаря с отличием. В 1864 году получил степень доктора медицины за диссертацию «Молоко в гигиеническом и диететическом отношении» (М., 1864). 
С 1866 года в качестве приват-доцента, стал читать в Московском университете общую патологию, а затем до самой смерти был профессором гигиены. В различных специальных изданиях были напечатаны статьи Клименкова.
Умер 12 (24) декабря 1880 года и был пПохоронен в некрополе Донского монастыря (могила сохранилась).